# 贝尔塔·本茨

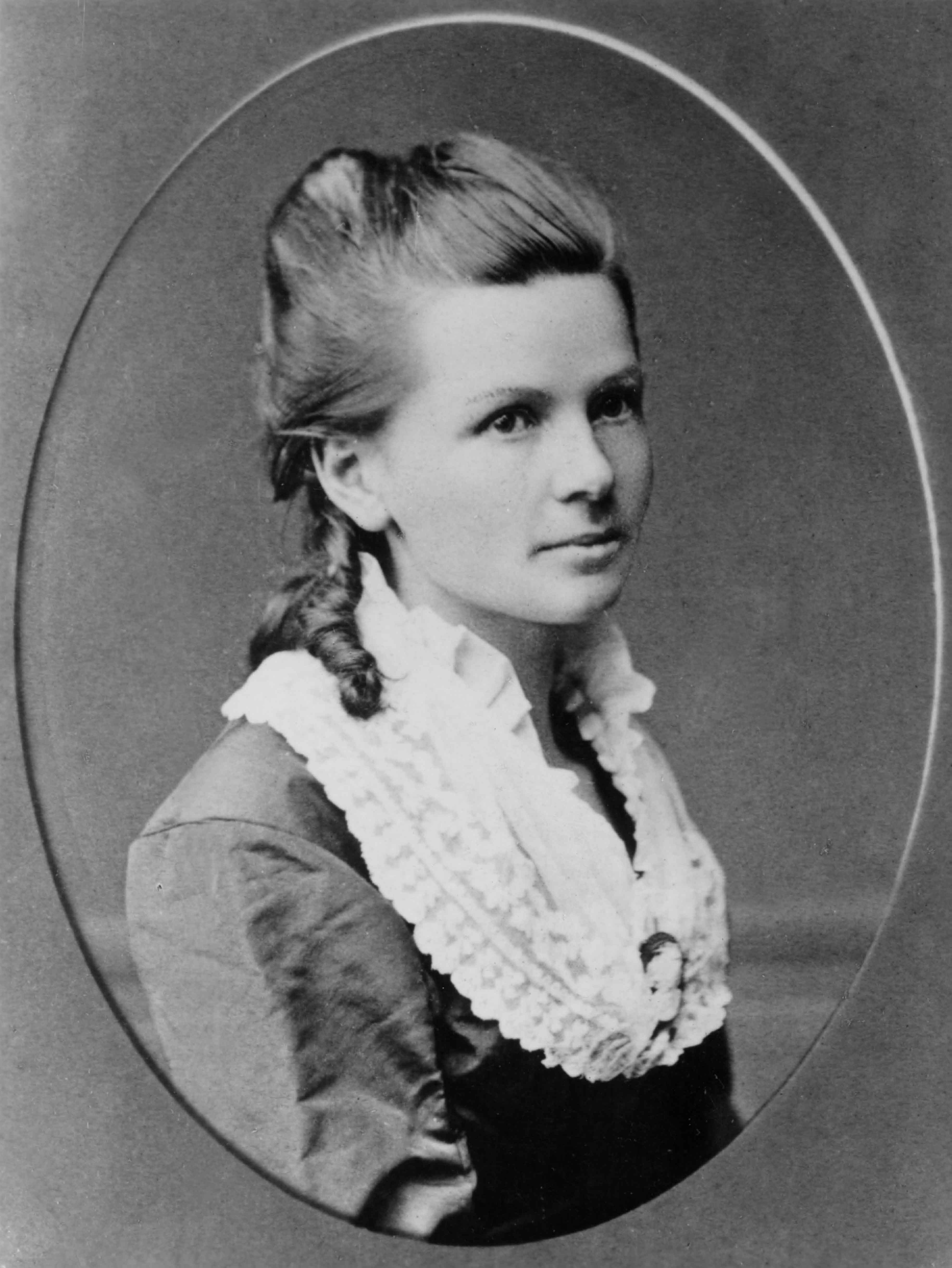
23岁时的贝尔塔·本茨（约1871年）

贝尔塔·本茨（德語：Bertha Benz，發音：[ˈbɛʁta ˈbɛnts] ⓘ，婚前姓Ringer，1849年5月3日—1944年5月5日）是梅賽德斯－賓士的创始人卡尔·本茨之妻。在她的协助下，卡尔·本茨发明了世界上第一辆汽车。1888年，她成为了第一个驾驶汽车进行长途旅行的人，这次旅行取得了公众效应，使汽车开始为大众所认识。

## 生平

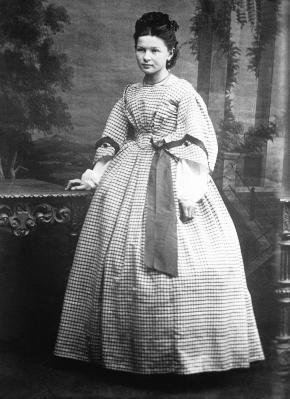
18岁时的照片

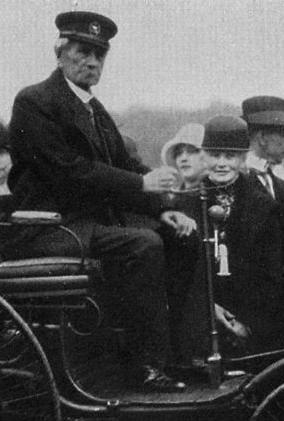
卡尔和贝尔塔在1914年左右

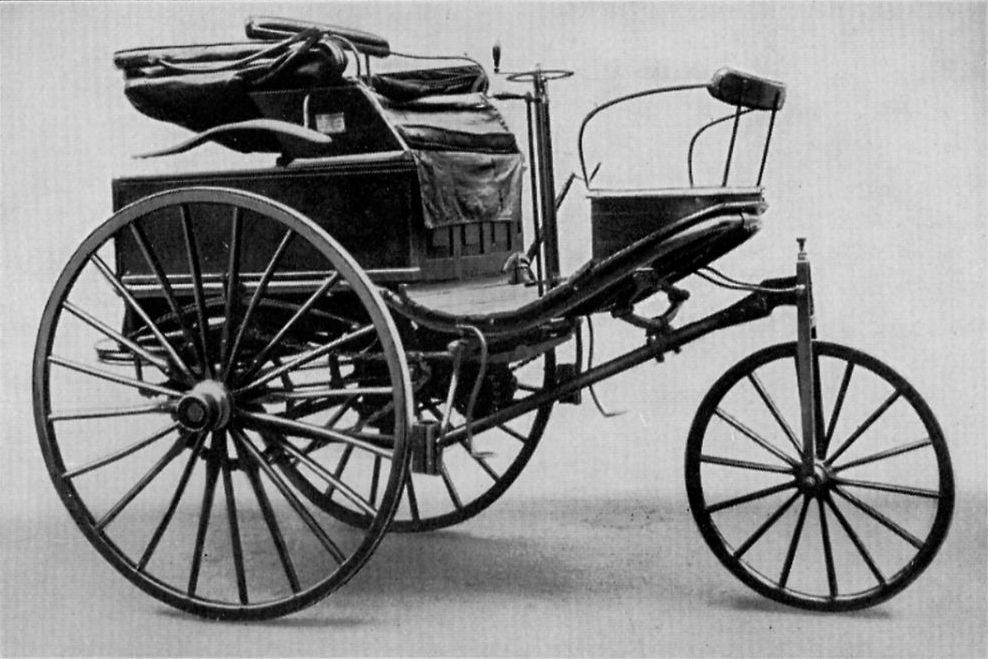
1888年的本茨实验汽车3号

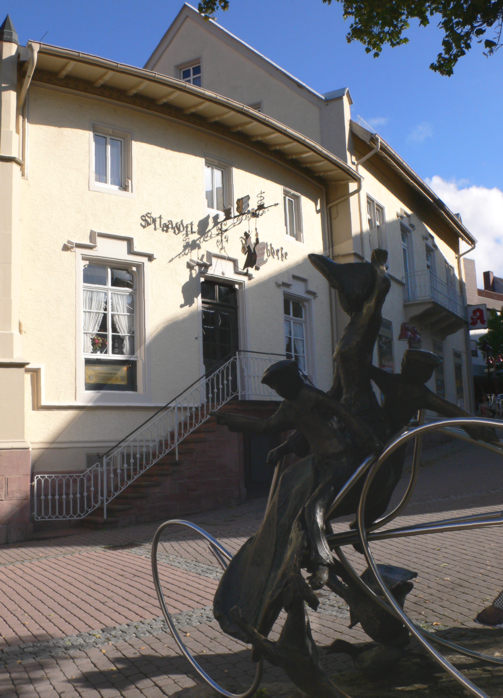
位于维思洛赫的“世界上第一个加油站”和贝尔塔·本茨纪念雕塑

1849年贝尔塔作为一个木匠的女儿出生于普福尔茨海姆。1871年她提前支取了自己的嫁妆，用这笔钱使他未婚夫卡尔·本茨的公司能够继续运转。1872年7月20日两人正式在普福尔茨海姆结婚。 
由于三轮的本茨实验汽车3号没有能够吸引的买主，贝尔塔从1888年8月初开始了一次从曼海姆到普福尔茨海姆的旅途，行程长达106公里的汽车旅行，3天后又从另一条路返回；这便是世界上第一次汽车旅行。她在这次长距离的旅行中由她15岁和13岁的兩個儿子陪同，但是并没有她的丈夫的指导。这次旅行为根本上消除了顾客们对于汽车的疑虑，极大的改善了本茨公司的经济状况。
贝尔塔·本茨也因为这次旅行成为了世界上的第一名敢于突破短距离的试验行程的司机。勃兰登堡汽车博物馆对这一说法持反对意见，在一次新闻发布会上，他们对“女性的驾驶”发表了观点：“虽然贝尔塔·本茨被广泛认为是第一位司机，但事实上从曼海姆到普福尔茨海姆的行程中是她的两个儿子在掌握方向盘”。她的女婿卡尔·沃克在自己的回忆录中写道：“她勇敢的扬起了希望之帆。”她能够协助自己丈夫，使其发明得到普及，就像卡尔·沃克后来写到的一樣：“她比我勇敢的多，她进行了一次使汽车得到全面推广的旅程。”
海德堡附近维思洛赫的城市药房，由于这次长途旅行获得了一个意外的名誉：贝尔塔·本茨在旅行中从这里购买了汽油，因此这里成为了世界上第一个加油站。直到20世纪德国的汽油和其他燃料都只能在药房买到。
贝尔塔·本茨以95岁的高龄去世于拉登堡，即当时奔驰公司的所在地。她死后2天被卡尔斯鲁厄理工学院授予荣誉校友身份。

## 纪念

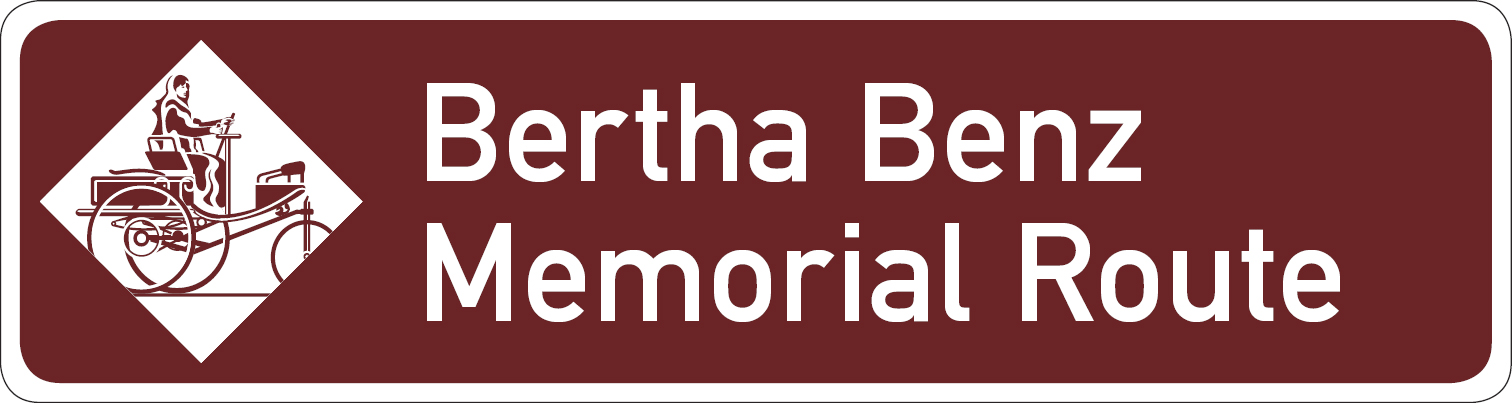
贝尔塔·本茨纪念之路的官方路牌

- 1988年起，每两年举行一次贝尔塔·本茨纪念之路古董汽车巡游。在这一由卡尔·本茨汽车博物馆和其他一些组织举办的巡游上，130辆“战争前的汽车”沿着世界上第一次长途汽车旅行的路线分别行驶一段距离。
- 2005年起柏林中央车站附近的一条大街以她的名字命名。
- 2008年2月25日，贝尔塔·本茨纪念之路正式获得批準并被标上路牌。这一主题旅游路线遵循了贝尔塔·本茨的世界上汽车旅行的路线。从2009年1月起贝尔塔·本茨纪念之路成为了欧洲工业文化路线的成员。
- 维思洛赫的中学从2008年4月25日起以她的名字命名。在命名仪式中，贝尔塔·本茨的曾孙女尤塔·本茨在加油站的历史遗迹，即直到今天已然还存在的城市药房前树立了贝尔塔·本茨驾驶的纪念雕塑。
- 为了纪念贝尔塔·本茨，戈特利布·戴姆勒和卡尔·本茨基金会从1987年起每年在拉登堡举行“贝尔塔·本茨讲述会”[7]，在自然科学、经济学、政治学或社会学上有成就的女性会被邀请进行演讲。2009年7月基金会首次拿出10000欧元设立“贝尔塔·本茨奖”[8]，来奖励一位女工程师卓越的博士论文。
- 2011年9月10日到11日，在纪念卡尔·本茨发明汽车125周年的汽车之夏2011活动中，贝尔塔·本茨纪念之路上举行了贝尔塔·本茨挑战赛[9]，所有的汽车都是混合动力的环保汽车，即电力，氢气和燃料混合驱动。其宣言是：“贝尔塔·本茨挑战赛——世界最早汽车线路上的可持續交通！”
- 位于拉登堡的卡尔·本茨汽车博物馆展出了许多贝尔塔·本茨的私人物品，比如她结婚时穿的婚纱。

### 电视节目
- 2009年11月10日在德国电视二台的节目《德国明星时刻》中播放了关于卡尔·本茨和贝尔塔·本茨的相关内容[10]。由于卡尔·本茨发明了汽车和贝尔塔·本茨伟大的行程，观众从100位德国历史名人中选出了卡尔·本茨作为20位德国最重要的历史明星之一。
- 2011年1月25日德国之声电视台在在《德国制造》节目中放映了关于贝尔塔·本茨和贝尔塔·本茨挑战赛的内容，不仅为了阐明汽车是一伟大的发明，同时也为了说明其光明的前景[11]。
- 2011年5月23日德国电视一台放映了电视片《卡尔和贝尔塔》[12]。